# Noel Hill, Nam tước Berwick thứ 1
Noel Hill, 1st Baron Berwick (16/4/1745 – 6/1/1789),là một nhà địa chủ và nhà chính trị người Anh.

## Tiểu sử
Hill là người con trai trẻ nhất và cũng là người duy nhất sống sót của Thomas Hill và người vợ Susanna Maria Noel. Hill được sinh ra tại nhà của cha ở Luân Đôn, số 3 phố Cleverland St James's.  Venn cho rằng ông học tại một trường tư và bị hành hạ bởi người thuyết giáo John William Fletcher.  Hill vào trường St John's, Cambridge, nơi sau đấy ông tốt nghiệp với bằng cử nhân về Nghệ thuật năm 1763, và bằng Thạc sĩ về Nghệ thuật năm 1766. Ông cũng học về luật, được nhận vào Inner Temple năm 1765 nhưng không được công nhận là một luật sư.

## Sự nghiệp chính trị
Hill là thành viên đảng Whig của nghị viện Shrewsbury giữa năm 1768 và 1774 và nghị viện Shropshire giữa năm 1774 và 1784. Ngày 19 tháng 5 năm 1784 ông được phong Nam tước nước Anh với cái tên Baron Berwick của Attingham hạt Shropshire.
Ông là thị trương của Shrewsbury trong những năm 1778–79 và của Oswestry trong những năm 1779–80.

## Gia đình
Lord Berwick kết hôn với Anna, con gái của Henry Vernon và Lady Henrietta Wentworth, ngày 17 tháng 10 năm 1768 tại nhà thờ St. George's, phố St. George, quảng trường Hanover, London, Anh. Họ có ba người con trai (tất cả đề thành công trong thời gian ông làm Huân tước) và ba người con gái. Ông mất ngày 6 tháng 1 năm 1789 ở tuổi 43, tại quảng trường Portman, Marylebone, Luân Đôn. Ông được an táng ngày 20 tháng 1 năm 1789 tại  Atcham, Shropshire, Anh.